# 현악 사중주 14번 (베토벤)
《현악 사중주 14번 올림다단조, 작품 번호 131》은 루트비히 판 베토벤에 의해 쓰인 현악 사중주이다.

## 개요
1825년에서 1826년에 걸쳐 작곡된 이 사중주는 《13번》 및 《15번》 사중주와 함께 베토벤 만년의 사중주 걸작이라고 할 수 있다. 작품들의 출판 순서에 의해 《14번 사중주》로 되어 있지만, 작곡 순서에 의하면 열 다섯번째이다.
니콜라이 갈리친 공작의 요청에 의해 작곡된 《12번》, 《13번》, 《15번》 사중주와는 달리, 베토벤 스스로 이 작품을 만들었다. 그래서인지 내부의 욕망에 의해, 보다 예술성 높은 작품으로 완성되었다. 베토벤의 작곡법 또한 정점에 도달하고 있어, 전통적인 악장 구성을 유지하면서도 형식을 확대 ・ 분해 ・ 결합시켜  작품을 재구축하고 있다.
이 사중주를 쓰면서 스스로도 회심의 역작으로 느낀 베토벤은, "고맙게도 창의력이 예전보다 그렇게 쇠퇴하지는 않았네."라고 그의 친구에게 말했다고 한다.
초판은 베토벤의 사망 이후인 1827년 4월에 마인츠의 쇼트 출판사를 통해 간행되었다. 헌정은 그의 조카 카를이 속해 있던 연대 중장, 요제프 폰 슈터트하임 남작에게 이루어졌다. 초연 또한 베토벤의 사망 이후인 1828년 6월 5일에 할버쉬타트에서 뮐러 형제 사중주단에 의해 이루어졌다.

## 구조
이 작품은 총 일곱 개의 악장으로 구성되어 있으며, 소요되는 연주 시간은 약 40분 정도이다. 전 악장은 쉬지 않고 연속으로  연주된다. 정형보다 많은 일곱 개의 악장으로 되어 있으나, 1악장을 극히 긴 서주, 짧은 3악장과 6악장을 악장 연결의 경과구로 본다면, 종래의 네 개의 악장 구성을 근거로 한 것임을 알 수 있다.

### 제1악장. 아다지오 마 논 트로포 에 몰토 에스프레시보
올림다단조. 자유로운 형식의 푸가. 2/2 박자. 연주 시간 7분.
처음 연주되는 제1바이올린의 두 개의 동기로 악장 전체가 구성된다. 이런 완만한 악장으로 시작하는 것은 이례적이지만, 전술한 바와 같이 서주로 보는 시각도 있다. 적막감이 넘치는 악장으로, 바그너는 이 악장을 "음으로 표현할 수 있는 가장 비통한 것"이라고 평했다.

### 제2악장. 알레그로 몰토 비바체
라장조. 론도 형식. 6/8 박자. 연주 시간 3분.
생생한 주제를 가진 론도이다. 이것 또한, 부주제가 론도 주제로부터 이끌려져서 그다지 눈에 띄지 않는 등 자유로운 형식으로 되어있다.

### 제3악장. 알레그로 모데라토 — 아다지오
올림다단조. 4/4 박자. 연주 시간 1분.
열 한개 마디 밖에 없어서 독립된 악장이라고 하기보다는, 다음 악장으로의 경과구라고 할 수 있다. 알레그로 몰토로 시작하는 여섯 개 마디와 제1바이올린의 카덴차를 중심으로 한 다섯 개 마디의 아다지오로 구성되어 있다.

### 제4악장. 안단테 마 논 트로포 에 몰토 칸타빌레 — 피우 모소 - 안단테 모데라토 루신기에로 — 아다지오 — 알레그레토 — 아다지오, 마 논 트로포 에 셈플리체 — 알레그레토
가장조. 주제와 여섯 개의 변주. 2/4 박자. 연주 시간 14분.
전 악장을 통해 가장 장대한 악장이다. 서른두 개 마디와 긴 주제가 제6변주까지 전개된다. 베토벤이 만년에 주력했던 완서악장 변주곡 형식의 정점을 보이고 있으며, 마지막의 변주는 주제의 원형에서 크게 떨어진 선율로까지 변화하고 있어, 변주의 가능성의 극한을 추구하려 한 것으로 해석된다. 주제는 두 개의 바이올린이 번갈아 연주하는 것이다. 제1변주는 저음과 고음에서 교대로 반복된다. 제2변주는 속도를 조금 올려 피우 모소가 된다. 제3변주는 안단테 모데라토 루신기에로(애교가 있는)로 구성되며 주제인 카논풍 변주가 된다. 제4변주는 음계 주구가 중심이 된다. 제5변주는 알레그레트로에서 절분음을 동반하는 화성적인 것이다. 제6변주는 아다지오 마 논 트로포 에 셈프리체, 9/4 박자로, 긴 제1바이올린의 트릴에서 템포를 변화시키면서 조용히 끝난다.

### 제5악장. 프레스토
마장조. 2/2 박자. 연주 시간 6분.
3박자가 아니라 2박자(2분의 2박자)이다. 스케르초에 해당하며, 주제는 해학적이다. 느긋한 트리오는 두 번 반복된다. 피치카토에 의한 악기 간의 교환이나, 특히 코다에 있어서의 술 폰티첼로 부분 등, 악기 연주적으로도 가능성을 판별하고 있다.

### 제6악장. 아다지오 콰지 운 포코 안단테
올림사단조. 3/4 박자. 연주 시간 2분.
이 음악의 가락은 베토벤의 전 악곡 중에서도 매우 특이한 것으로, 비올라에 의해 서글픈 카바티나풍의 선율이 연주된다. 이 선율은 프랑스 민요에서 나왔다고도 한다. 최종 악장에의 도입적 성격이 짙다.

### 제7악장. 알레그로
올림다단조. 소나타 형식. 2/2 박자. 연주 시간 7분.
종악장에 소나타 형식이 처음으로 나타나지만, 행진곡조의 내리치는 듯한 제1주제가 거의 원형을 유지한 채 여러 번 나타나기 때문에 론도 형식으로도 볼 수 있다. 제2주제는 음계풍으로 노래하며 흐르는 듯한 대비적인 것이다. 코다는 포코 아다지오가 되는 등 어지럽게 리듬, 선율이 변화한다. 마지막은 장조의 소리로 닫혀진다.

## 평단의 의견과 표현
바그너는 베토벤의 작품 번호 131 사중주의 1악장을 반추하며 이렇게 말했다ː
"그것은 음악으로 표현된 가장 우울한 감정을 표현합니다." 
슈베르트의 마지막 음악적 소원은 그가 죽기 5일 전인 1828년 11월 14일에 했던, 베토벤의 작품 번호 131 사중주를 듣는 것이었다. 이 사중주의 연주를 듣고 슈베르트는 이렇게 말했다ː
"이후에 우리가 쓸 수 있는 것은 무엇입니까?" 
슈만은 베토벤의 이 14번 사중주와 12번 사중주에 대해 이렇게 말했다:
"그것들은 표현할 수 있는 단어가 없을 정도의 위대함을 가졌습니다. 그것들은 예술과 인간의 상상 속에서 지금까지 달성된 모든 것의 극한 경계에 있는 것 같습니다."
베토벤이 그의 후기 사중주 중에서 가장 좋아했던 작품은, 또한 이 사중주였으며, 이것은 베토벤에 의해 가장 완벽한 단일 작품으로 평가되었다.

## 같이 보기
- 후기 현악 사중주 (베토벤)
- 베토벤의 현악 사중주